# The Rocky Horror Show
The Rocky Horror Show je americký muzikál z roku 1973, který napsal Richard O'Brian. Vytvořil muzikál, který míchá prvky science fiction a béčkových horrorů – s lacinými triky, osvětlením a naivitou kladných postav.
Muzikál byl za po dvou letech zfilmován. Většina herců si zahrála své role i ve filmu. Úspěch nebyl jednoznačný – divadelní muzikál byl hitem v Anglii, na Broadwayi však propadl. Filmový muzikál neuspěl v Anglii ani v Americe, ale zanedlouho se začal promítat ve večerním/půlnočním představení – lidé začali chodit do kina v kostýmech, zpívali, házeli konfety, toaletní papír, toasty, nasazovali párty-čepičky, polévali se vodou a společně citovali Brada, Janet, Frank-N-Furtera a Rockyho – hlavní postavy muzikálu.[zdroj⁠?!]

## Děj
Roli vypravěče zastává kriminolog, který má fotografie ze zvláštního případu. Příběh začíná na svatbě spolužáků Brada a Janet (Ralph a Betty). Tuto radostnou zprávu se chystají sdělit muži, který je svedl dohromady.
Brad a Janet se potkali na hodinách vědy a nyní jedou navštívit bývalého učitele Dr. Scotta. Bohužel se na cestě k němu ztratí, auto se jim rozbije, prší, a jim nezbývá nic jiného, než vyhledat pomoc v blízkém hradu. Chtějí si zatelefonovat a dostat se pryč z toho podivného místa. K telefonu je ale obyvatelé hradu nepustí – jsou to podivínové, kteří pořádají Transylvánský sraz a tančí Time Warp. Brad a Janet se ocitají ve světě Franka N. Furtera, který se zrovna chystá dokončit své velkolepé dílo. Frank N. Furter je transvestita z transsexuální Transylvánie, který bydlí na hradě se sluhou Riff Raffem, jeho sestrou Magentou a fanynkou Columbií.
Frank se ve své laboratoři chystá odhalit své „tajemství života“. Probudí svůj „výtvor“ Rockyho k životu. Tato oslava je přerušena Eddiem, kterého Frank hned zabije. Eddie byl poslíček, kterého Columbia miluje a který daroval (chtěně či nechtěně) část mozku Rockymu.
Frank si vytvořil Rockyho jako lidskou panenku (= panáka) s krásným tělem a blonďatými vlasy. Za zvuků svatebního průvodu odchází do Frankovy ložnice.
Brad a Janet zůstávají přes noc, spí v oddělených ložnicích a oba dva navštíví převlečený Frank – jako Brad, když jde za Janet, a jako Janet, když jde za Bradem. Janet se svěří, že je ještě panna, je rozrušená a vyráží hledat Brada. Monitorem uvidí Brada – není ale v posteli sám – je s Frankem. Rockyho drželi Riff Raff a Magenta přivázaného, ale podařilo se mu uniknout. Schovává se a najde ho Janet. Vidí, že je Rocky zraněný, je jí ho líto... oba jsou skoro nazí... a neudrží své touhy.
Poté, co Frank zjistil, že jeho výtvor zmizel, vrací se do laboratoře spolu s Bradem a Riff Raffem. Mají ale nečekaného návštěvníka – u dveří čeká doktor Everett Scott, bývalý učitel Brada a Janet, který hledá svého synovce Eddieho. Frank ho podezřívá, že se zabývá vládním výzkumem UFO a když zjistí, že se zná s Bradem a Janet, připadá mu to jako spiknutí. Frank, Dr. Scott, Brad a Riff Raff objeví Janet s Rockym – což naštve Franka a Brada. Trapné a žárlivé ticho ukončí Magenta a gong, který ohlašuje, že večeře je hotová.
Večeře je také netypická – podávají se zbytky Eddieho. Janet se vyděsí a utíká do Rockyho náruče. Frank žárlí a běží za ní. Frank použije „medúsový přeměňovač“ a všechny promění v sochy.
Všichni jsou nuceni vystupovat ve Frankově závěrečném kabaretním čísle. Představení ale přeruší Riff Raff s Magentou, odhalí, že oni a Frank jsou mimozemšťané z jiné planety (planety Transsexual v galexii Transylvanské).
Chtějí se vrátit domů a nechtějí stále sloužit Frankovi. Riff Raff se stává novým vůdcem a zabíjí Columbii, Rockyho a Franka. Brada, Janet a Dr. Scotta pustí na svobodu a vrací se i s celým hradem na svou rodnou planetu.
Pozůstalí – Brad, Janet a Dr. Scott se plazí špínou po zemi. Vypravěč příběh uzavírá celý příběh tím, že lidská rasa je jako hmyz, který se plazí po povrchu země.